# Think Visual
Think Visual è il ventunesimo album in studio del gruppo musicale rock britannico The Kinks, pubblicato nel 1986.

## Tracce
1. Working at the Factory – 2:58
2. Lost and Found – 5:19
3. Repetition – 4:06
4. Welcome to Sleazy Town – 3:50
5. The Video Shop – 5:15
6. Rock 'n' Roll Cities – 3:43
7. How Are You – 4:27
8. Think Visual – 3:12
9. Natural Gift – 3:44
10. Killing Time – 4:02
11. When You Were a Child – 3:40

## Formazione
- Ray Davies - voce, chitarra, tastiere, armonica
- Dave Davies - chitarra, voce, tastiere
- Jim Rodford - basso, cori
- Mick Avory - batteria (solo in Rock 'n' Roll Cities)
- Bob Henrit - batteria
- Ian Gibbons - tastiere, cori

## Ospiti
- Kim Goody - cori